# Condado de Brown (Illinois)
El condado de Brown es un condado estadounidense, situado en el oeste del estado de Illinois. Según el censo de los Estados Unidos del 2000, la población es de 6950 habitantes. La cabecera del condado es Mount Sterling.

## Geografía
Según la Oficina del Censo de los Estados Unidos, el condado tiene un área total de 796 km² (307 millas²). De éstas 792 km² (306 mi²) son de tierra y 4 km² (2 mi²) son de agua.

### Colindancias
- Condado de Schuyler - norte
- Condado de Cass - este
- Condado de Morgan - sureste
- Condado de Pike - sur
- Condado de Adams - oeste

## Historia
El condado de Brown se separó del condado de Schuyler en 1839. Su nombre es en honor del general Jacob Brown.

## Demografía

Pirámide de edad según el censo del año 2000.

Según el censo del año 2000, hay 6950 personas, 2108 cabezas de familia, y 1380 familias que residen en el condado. La densidad de población es de 9 hab/km² (23 hab/mi²). La composición racial tiene:
- 76.36% Blancos (No hispanos)
- 3.93% hispanos (Todos los tipos)
- 18.20% Negros o Negros Americanos (No hispanos)
- 0.68% Otras razas (No hispanos)
- 0.13% Asiáticos (No hispanos)
- 0.55% Mestizos (No hispanos)
- 0.09% Nativos Americanos (No hispanos)
- 0.07% Isleños (No hispanos)

Hay 2.108 cabezas de familia, de los cuales el 29,1% tienen menores de 18 años viviendo con ellos, el 55,3% son parejas casadas viviendo juntas, el 6,8% son mujeres que forman una familia monoparental (sin cónyuge), y 34,5% no son familias. El tamaño promedio de una familia es de 2,96 miembros.
En el condado el 17,80% de la población tiene menos de 18 años, el 12.60% tiene de 18 a 24 años, el 37,50% tiene de 25 a 44, el 19,4% de 45 a 64, y el 12,70% son mayores de 65 años. La edad media es de 35 años. Por cada 100 mujeres hay 174,7 hombres. Por cada 100 mujeres mayores de 18 años hay 194,5 hombres.
La prisión estatal, Western Illinois Correctional Center, situada al sureste de Mount Sterling, tiene una media de 2.066 reclusos masculinos. La alta población reclusa, en comparación con el resto de la población del condado, hace que los datos demográficos se alteren (tal como se puede observar en la pirámide demográfica).
Tabla de la evolución demográfica:
|       | 1900   | 1910   | 1920 | 1930 | 1940 | 1950 | 1960 | 1970 | 1980 | 1990 | 2000 |
| ----- | ------ | ------ | ---- | ---- | ---- | ---- | ---- | ---- | ---- | ---- | ---- |
| TOTAL | 11 557 | 10 397 | 9336 | 7892 | 8053 | 7132 | 6210 | 5586 | 5411 | 5836 | 6950 |

## Economía
Los ingresos medios de un cabeza de familia el condado es de $35,445 y el ingreso medio familiar es $43,207. Los hombres tienen unos ingresos medios de $24,888 frente a $20,558 de las mujeres. El ingreso per cápita del condado es de $14,629. El 8.50% de la población y el 4.8% de las familias están debajo de la línea de pobreza. Del total de gente en esta situación, 10% tienen menos de 18 y el 10% tienen 65 años o más.

## Ciudades y pueblos
| - Buckhorn - Mound Station - Mount Sterling - Ripley - Versailles | - Cooperstown - Elkhorn - Lee - Missouri - Pea Ridge | - Benville - Damón - Fargo - Gilbirds - Hersman | - Jaques - La Grange - Morrelville - Siloam - Timewell |